# 苄膦
苄膦是一种有机化合物，化学式为C7H9P。

## 合成
苄膦可由P-苄基膦酸二乙酯和氢化铝锂的还原反应制得。
白磷、锂和叔丁醇在液氨中反应，得到膦基锂，再向其中加入溴化苄，经萃取可得到苄膦。另一种方法是将膦-氢混合物通入氢氧化钾的DMSO溶液中，在85~90 °C滴加氯化苄，反应结束后经萃取等提纯操作后可得到苄膦。

## 反应
苄膦和五氯化磷在乙醚中反应，可以得到P-苄基二氯化膦。它和四氢呋喃甲硼烷反应，得到1：1加合物苄膦甲硼烷。它和甲醛反应，得到二羟甲基苄膦。